# خالد محمد سليم
خالد سليم شاعر إسلامي مصري ، ومن شعراء الفصحى في العالم العربي والإسلامي، وعضو رابطة الأدب الإسلامي العالمية،

## نشأته وحياته
نشأ وتربى في قرية من قرى محافظة الشرقية تسمى نزلة العزازي، بيد أنّ ميلاده كان بمدينة الإسماعيلية عام  1939م، حيث كان بيت جده لأمه. وكان والد الشاعر ناظراً لمدرسة نزلة العزازي الإلزامية، لذا نشأ محباً للغة العربية، وهو خريج كلية دار العلوم، وكان رئيساً للاتحاد الاشتراكي بمحافظة السويس، ثم تركه ليبدء رسالة التعليم في مدارس الإبراهيمية ثم مدرسة أبوحماد الثانوية المشتركة، ومدرسة القصاصين ثم إلى السعودية في مدرسة رحيمة الثانوية، وفي عام 1984م عاد ليستقر في قرية القطاوية، وليبدأ من جديد حياته مع التوجيه للغة العربية والتربية الدينية والصحافة المدرسية ليصبح كبير موجهي اللغة العربية بالإسماعيلية.

## حياته الشعرية
خالد سليم شاعر إسلامي من الطراز الأول، تخرج في كلية دار العلوم جامعة القاهرة عام 1961م، والقضية الإسلامية والعربية هي محور شعره في دواوينه، وبجانب ذلك فهو ناقدٌ متميز، له مفاهيمه عن الأدب ودوره في الحياة والتي يجب أن نلتفت إليها، ومعنى الأدب الإسلامي، وعن تأثير المذاهب الأدبية الدخيلة على مجتمعاتنا وأدبنا العربي الأصيل.
كان الشعر سلاحة في التعبير عن نفسه فتارة يكون داعيا به للفضيلة وتارة يعبر عن رفضه لأوضاع سياسية محيطه وتم اختياره ليكون عضوا بالأمانة العالمية للقلم الإسلامي، هذا فضلاً عن كونه عضواً باتحاد الأدباء العرب، ونقابة المعلمين، ورابطة الأدب الإسلامي العالمية.

## دواوينه
للشاعر الإسلامي خالد سليم عدة دواوين شعرية منها:
- قيثارة من شاطئ النسيان إصدار دار المختار الإسلامي، 1986م.
- متى يعود فارسي.
- قبل الغروب.
- في مدار الشمس.
- من أدب الناشئين.
- مسرحية دير ياسين الشعرية

## اتهام ابن باز للشاعر بالشرك بالله
اتهم الشيخ عبد العزيز بن باز مفتي المملكة العربية السعودية لسنوات طويلة الشـاعر خالد سليم بالشـرك بالله، وذلك حينما قرأ قصيدة للشـاعر بعنوان «أمسية الزيارة» (نشرت في جريدة الشرق الأوسط العدد 3261 بتاريخ 11/3/1408هـ، وكذلك في مجلة البعث الإسلامي العدد التاسع بتاريخ جمادى الثانية 1408هـ)،

## وفاة الشاعر
توفي في الجمعة الثانية من شهر يوليو 2007م